# 202778 Dmytria
202778 Dmytria este un asteroid din centura principală de asteroizi.

## Descriere
202778 Dmytria este un asteroid din centura principală de asteroizi. A fost descoperit pe 16 octombrie 2007 la observatorul astronomic din Andrușivka. Asteroidul prezintă o orbită caracterizată de o semiaxă mare de 3,03 ua, o excentricitate de 0,12 și o înclinație de 9,6° în raport cu ecliptica.